# Dasypolia variegata
Dasypolia variegata är en fjärilsart som beskrevs av Turati 1909. Dasypolia variegata ingår i släktet Dasypolia och familjen nattflyn. Inga underarter finns listade i Catalogue of Life.